# Gregg Rudloff
Gregg Rudloff (Los Angeles, 2 de novembro de 1955) é um sonoplasta estadunidense. Venceu o Oscar de melhor mixagem de som em três ocasiões, sendo a última na edição de 2016 por Mad Max: Fury Road, ao lado de Chris Jenkins e Ben Osmo.